# Asso (Fluss)
Der Asso ist ein 38 km langer Fluss (Torrente) in der Region Toskana in Italien, der die Provinz Siena von Nord nach Süd durchquert und bei Ripa d’Orcia (Ortsteil von Castiglione d’Orcia) als rechter Nebenfluss in den Orcia mündet.

## Verlauf
Der von den Etruskern Haxo und den Römern Axus genannte Fluss entspringt südlich von Asciano und nordwestlich von Trequanda in den Crete Senesi und fließt zunächst südlich nach San Giovanni d’Asso (Ortsteil von Montalcino). Danach gelangt er nach Lucignano d’Asso, wo von links und aus Montisi kommend der Trove einfließt. Dann gelangt er in den Ortsteil Torrenieri, um danach nach San Quirico d’Orcia zu fließen. Zwischen den beiden Orten gelangt der linke Nebenfluss Tuoma hinzu. Weiter südlich im Ortsgebiet von Castiglione d’Orcia fließt der Asso als rechter Nebenfluss bei Ripa d’Orcia in den Orcia.